# Arroyo de las Conchas (Río Negro)
Der Arroyo de las Conchas ist ein Fluss in Uruguay.
Er entspringt auf dem Gebiet des Departamento Durazno und mündet, nachdem er in nördliche Richtung verläuft, als linksseitiger Nebenfluss in den Río Negro.